# 聖瑟法斯
聖瑟法斯（英文名Saint Servatius；荷蘭文名：Sint Servaas；法文名：Saint Servais），（傳說逝于西元384年），天主教通厄伦教区主教，后逃至馬斯特里赫特，並成為該城首任主教。他是馬斯特里赫特以及Schijndel和Grimbergen的主保聖人，其紀念日是5月13日。

## 生平傳說
傳說聖瑟法斯出生於亞美尼亞，是基督、聖若翰洗者、以及十二使徒中的7位的遠房親戚。他成了一名耶路撒冷聖墓教堂的牧師和衛士。在耶路撒冷，他有了一個神示(vision)即被命令去通厄伦接替七年前死在那里的華倫泰（一譯瓦倫丁）（Valentine）主教。在臨終前，華倫泰曾宣布，任何人要想接替他做主教，除非該人收到了神聖的命令令他這樣做。 
聖瑟法斯一直在通厄伦工作了好幾年，其時匈人威脇要入侵這座城市。聖瑟法斯因此決定去羅馬朝聖。在聖彼得墓守夜（vigil）時，他又得到了另一個神示。彼得告訴他，毀滅不信神和罪孽深重的通厄伦是不可避免的，他命令他將主教轄區(Episcopal see)移至馬斯特里赫特。彼得還把天堂大門的鈅匙交給了瑟法斯，使瑟法斯有權決定是否要寬恕人的罪孽，並對叩門欲入者打開或關閉大門。 
聖瑟法斯返回了通厄伦，並立即依命令擕帶其前任們的遺物啓程赴馬斯特里赫特。據說，到達后不過數天，聖瑟法斯就死在了馬斯特里赫特，時爲西元384年5月13日。依當時的規定，他被安葬在城門外。

## 有關研究
許多世紀以來，不同的歷史學家提出了許多有關聖瑟法斯生平的故事。但這是一個歷史事實，即聖瑟法斯確是一位通厄伦的主教。我們還知道一個事實，即他在343年撒底迦宗教會議（Sardica）以及359年里米尼宗教會議（Rimini）上強烈反對阿里烏教派－否認耶穌基督的存在。據設他出席了346年科隆宗教會議(Cologne)。 
寫過有關聖瑟法斯生平的最重要的作家有史學家图尔的额我略,神父Jocund，以及亨里克·范·费尔德克。6世紀末，都爾的額我略寫過瑟法斯的羅馬之行，轉移主教轄區至馬斯特里赫特，以及此後不久瑟法斯的死。Jocund在聖瑟法斯教堂教士的授權下寫了聖瑟法斯的傳記。 
12世紀末，费尔德克寫了有關這位聖者的傳說，即在都爾的額我略的故事的基礎上加進了許多奇蹟以強調聖瑟法斯的神聖。费尔德克的故事在歷史上是否正確的問題實在無關緊要，因為答案不會改變一個事實，即16個世紀以前在馬斯特里赫特，如我們今日所知，奠定了圣瑟法斯圣殿的基礎，並且我們如我們之前的許多代人一樣，給以該教堂同樣的重視和關心。

## 主保聖人
聖瑟法斯是馬斯特里赫特城的主保聖人。此外，該市還有其他三位奉獻（devotions）：'O.L. Vrouw Sterre der Zee'（Our Lady Stella Maris），Wyck的黑基督（the Black Christ of Wyck），以及聖朗貝爾(Saint-Lambert)。

## 參见
- 聖瑟法斯圣殿官方網站[永久]